# Guida galattica per autostoppisti (film)
Guida galattica per autostoppisti (The Hitchhiker's Guide to the Galaxy) è un film del 2005 diretto da Garth Jennings, ispirato alla celebre serie Guida galattica per gli autostoppisti, ideata per la radio della BBC dallo scrittore britannico Douglas Adams e poi trasposta dallo scrittore stesso in una serie di romanzi che egli stesso definì "una trilogia in cinque parti".
Il titolo deriva da una immaginaria guida turistica per esploratori della Galassia, scritta in forma di enciclopedia, che gioca un ruolo fondamentale nella trama dei romanzi.

## Trama
In un preambolo, allo spettatore del film viene rivelato che i delfini sono creature più intelligenti dell'uomo, che avevano previsto la distruzione della Terra e che da sempre hanno cercato di avvertire gli umani dell'imminente fine ma i loro messaggi venivano interpretati solo come giochi acquatici. Prima di abbandonare la Terra con i loro mezzi, i delfini eseguirono un grande numero che divertì gli uomini ma che, a loro insaputa, significava: "Addio e grazie per tutto il pesce".
Nel giorno della distruzione, giovedì, il protagonista, Arthur Dent, scopre che alcune ruspe stanno per demolirgli la casa per fare spazio a una nuova superstrada. Nel frattempo arriva il suo vecchio amico Ford Prefect, che aveva conosciuto salvandolo da un investimento per strada. Ford lo porta al pub e gli rivela di essere un extraterrestre proveniente da un pianeta nei pressi di Betelgeuse e che lavora come giornalista alla scrittura della Guida galattica per gli autostoppisti, un manuale universale per i viaggiatori spaziali. Usciti dal pub, Arthur scopre che la sua casa è stata demolita ma, alzando gli occhi verso cielo, vede le gigantesche navi aliene giunte a demolire l'intero pianeta.
Mentre i due protagonisti si mettono in salvo facendosi dare clandestinamente un passaggio da una di queste astronavi, la Terra viene distrutta. I comandanti della nave e gli artefici della demolizione sono i Vogon, dei prepotenti e sgradevoli burocrati spaziali che hanno distrutto la Terra per fare spazio alla costruzione di una superstrada galattica che passerà per il Sistema Solare. Il capo della Flotta Costruzioni Vogon, il prostetnico Vogon Jeltz, cattura i protagonisti e, dopo averli torturati costringendoli ad ascoltare le sue poesie Vogon (ritenute al terzo posto fra le peggiori dell'Universo), ordina di buttarli fuori dalla nave, nel vuoto dello spazio. Con molta fortuna, però, i due vengono tratti in salvo a bordo della mini astronave Cuore d'Oro. Qui incontrano Zaphod Beeblebrox, l'attuale Presidente della Galassia, la sua compagna terrestre Tricia McMillan, Marvin (un robot profondamente depresso), e il computer di bordo Eddie, che invece è sempre allegro.
Zaphod spiega di aver rubato la Cuore d'Oro durante la sua inaugurazione perché è la prima astronave con motori funzionanti a "improbabilità infinita" (che permettono una velocità maggiore di quella della luce), e la vuole usare per trovare il leggendario pianeta Magrathea, sul quale crede di poter trovare la risposta alla domanda sulla vita, sull'universo e tutto quanto. Infatti sette milioni e mezzo di anni prima fu costruito un supercomputer chiamato Pensiero Profondo, progettato per rispondere a tale domanda. Dopo secoli di attesa il computer diede come risposta "42", affermando di aver dato tale risultato perché coloro che gli rivolsero la domanda "non conoscevano la vera domanda".
La Cuore d'Oro finirà per errore sul pianeta Viltvodle VI, dove vivono gli Jartravartid, una popolazione aliena che adora il "Grande Scaravulso Verde", (The Great Green Arkleseizure in lingua originale) una divinità che avrebbe creato l'universo da un suo starnuto. Sul pianeta abita anche Humma Kavula, un sacerdote locale, nonché sfidante perdente di Zaphod alle elezioni presidenziali galattiche tenutesi qualche tempo prima. Questi, scoprendo le intenzioni di Zaphod, gli prende in ostaggio la seconda testa e ordina a tutti loro di portargli l'Arma a "punto di vista" (un simil-fucile a fasci di energia creato da Pensiero Profondo che causa, in chi viene colpito, un'irrefrenabile pulsione a comprendere il punto di vista di chi ha azionato l'arma contro di lui). Mentre partono dal pianeta, però, Trillian viene catturata dai Vogon, così Arthur e il resto del gruppo è costretto a fare una lunga trafila burocratica per salvarla. Durante questa disavventura si scopre che è stato Zaphod a permettere la distruzione della Terra firmando il permesso di demolirla poiché convinto che i Vogon gli avessero chiesto l'autografo.
Dopo aver riportato Trillian a bordo, la Cuore d'Oro viene presa di mira dalle navi Vogon sotto il comando di Questular Rontok, la Vicepresidente della Galassia, che sta cercando di salvare Zaphod da se stesso. Quando giungono finalmente a Magrathea due missili vengono lanciati verso la Cuore d'Oro, ma Arthur riesce a salvare tutti attivando di nuovo il motore a improbabilità infinita, che trasforma i missili uno in un capodoglio e l'altro in un vaso di petunie. Sul pianeta Zaphod, Ford e Trillian giungono in una zona circolare nella quale ci sono dei portali quantistici. Zaphod e Trillian entrano in uno di questi per raggiungere Pensiero Profondo. Rivedendo la scena della rivelazione 42, scoprono che Pensiero Profondo aveva creato un altro computer progettato per formulare la domanda che, a sorpresa di tutti, è la Terra. Quando trovano l'Arma a punto di vista, Trillian spara a Zaphod per fargli capire come ci si sente sapendo che il proprio pianeta è stato distrutto.
Nel frattempo Arthur, rimasto in compagnia di Marvin, incontra il vecchio magratheano Slartibartfast, che porta Arthur con sé mostrandogli la costruzione di un nuovo pianeta Terra. All'interno della casa ricostruita di Arthur incontrano il resto del gruppo, seduto a tavola, che sta tranquillamente mangiando un lauto pasto offerto da una coppia di esseri Pandimensionali che assomigliano a dei topi. Questi spiegano ad Arthur che i Vogon hanno distrutto la Terra proprio quando la risposta alla Domanda stava per essere fornita e pertanto, seccati dal fatto di dover ricominciare tutto da capo, immobilizzano Arthur per asportargli il cevello ed analizzarlo poiché convinti che, essendo Arthur un terrestre e quindi un componente del computer-Terra, contenga la risposta. Arthur riesce a liberarsi e uccide i due topi, per poi uscire dall'abitazione con gli altri solo per scoprire di essere circondato dai Vogon, che aprono il fuoco. Marvin viene colpito in testa, ma riesce lo stesso a sconfiggere i Vogon investendoli con un getto dell'Arma a punto di vista, e quindi gettandoli tutti in una profonda depressione.
Mentre i Vogon vengono portati via, Questular si riunisce a Zaphod con il resto del gruppo. Arthur decide di partire con Trillian e gli altri a bordo della Cuore d'Oro per esplorare lo spazio, quindi permette a Slartibartfast di finalizzare la nuova Terra senza di lui. Nel finale il gruppo decide di andare a mangiare al Ristorante al termine dell'Universo partendo a velocità improbabile. Il film termina con Marvin che li informa che stanno andando nella direzione sbagliata.

## Produzione

### Sceneggiatura
La sceneggiatura del film si basa su quella scritta da Adams stesso prima della sua prematura scomparsa (2001), e che da oltre vent'anni aspettava di essere portata sul grande schermo (il primo ad interessarsene fu Ivan Reitman, che nel 1981 opzionò la sceneggiatura, preferendogli poi, però, Ghostbusters - Acchiappafantasmi). Alla fine del film, prima dei titoli di coda, si può leggere una dedica proprio a lui rivolta: "For Douglas".

### Cast
L'attore Simon Jones, che nelle serie radiofonica e televisiva originali interpretava il protagonista terrestre Arthur Dent, ha un piccolo ruolo nel film: egli, infatti, è l'immagine spettrale, la minacciosa registrazione del pianeta Magrathea, che annuncia il lancio di due missili termonucleari contro la Cuore d'Oro.

## Colonna sonora
La colonna sonora del film udibile durante la prima presentazione ufficiale del notevolissimo libro La Guida Galattica per gli Autostoppisti, nel film appena dopo le sequenze di demolizione del pianeta Terra, è ripresa dalla sigla d'apertura della serie televisiva The Hitchhiker's Guide to the Galaxy, trasmessa in sei episodi di 33 minuti ciascuno dall'emittente televisiva BBC Two nel 1981, a sua volta riduzione dell'originale tema Journey of the Sorcerer composto dagli Eagles e in seguito usato per il serial radiofonico.

## Distribuzione
Il film, le cui riprese sono iniziate il 19 aprile 2004, negli Stati Uniti è uscito il 6 maggio 2005. In Italia è uscito il 12 agosto 2005, distribuito dalla Buena Vista (Disney) in sole 20 sale cinematografiche (dopo l'anteprima al Biografilm Festival di Bologna, avvenuta a giugno). È entrato nel circuito cinematografico italiano a settembre 2005 senza essere stato molto pubblicizzato, rimanendo in cartellone per un solo fine settimana.

## Accoglienza

### Incassi
L'incasso globale del film è stato di 104478416 $, a fronte di un budget di 50 milioni di dollari. Negli Stati Uniti, il film è rimasto nella top ten del botteghino per le prime quattro settimane di uscita.

### Critica
Il film ha ricevuto il 60% di critiche positive su 200 recensioni secondo l'aggregatore Rotten Tomatoes, e un punteggio di 63/100 sull'aggregatore Metacritic. CinemaScore ha assegnato al film un voto di "B-", su una scala da A a F, e la rivista Empire gli ha assegnato 4 stelle su un massimo di 5.